# Семилетовский сельсовет
Семилетовский сельсовет — муниципальное образование в Дюртюлинском районе Башкортостана.

## История
Согласно «Закону о границах, статусе и административных центрах муниципальных образований в Республике Башкортостан» имеет статус сельского поселения.
В 2008 году объединён с Нижнеаташевским и Нижнеманчаровским сельсоветами.
Закон Республики Башкортостан от 19.11.2008 г. № 49-З «Об изменениях в административно-территориальном устройстве Республики Башкортостан в связи с объединением отдельных сельсоветов и передачей населённых пунктов», ст.1 п. 20) б) гласил:

 "Внести следующие изменения в административно-территориальное устройство Республики Башкортостан:
 объединить Семилетовский, Нижнеаташевский и Нижнеманчаровский
сельсоветы с сохранением наименования «Семилетовский» с административным
центром в селе Семилетка.
Включить село Нижнеаташево, деревню Таштау Нижнеаташевского сельсовета, сёла Нижнеманчарово, Каралачук Нижнеманчаровского сельсовета в состав
Семилетовского сельсовета.

Утвердить границы Семилетовского сельсовета согласно представленной схематической карте.

Исключить из учётных данных Нижнеаташевский и Нижнеманчаровский сельсоветы 

## Население
| 2002  | 2009  | 2010  | 2012  | 2013  | 2014  | 2015  |
| ----- | ----- | ----- | ----- | ----- | ----- | ----- |
| 5931  | ↗6300 | ↘5787 | ↘5693 | ↘5634 | ↘5551 | ↘5493 |
| 2016  | 2017  |       |       |       |       |       |
| ↘5404 | ↘5342 |       |       |       |       |       |

## Состав сельского поселения
| № | Населённый пункт | Тип населённого пункта       | Население |
| - | ---------------- | ---------------------------- | --------- |
| 1 | Семилетка        | село, административный центр | ↘3485     |
| 2 | Нижнеманчарово   | село                         | ↘549      |
| 3 | Каралачук        | село                         | ↘528      |
| 4 | Нижнеаташево     | село                         | ↗521      |
| 5 | Таштау           | деревня                      | ↗212      |